# Ceropales kriechbaumeri
Ceropales kriechbaumeri (лат.) — вид дорожных ос рода Ceropales семейства Pompilidae. Африка (Буркина Фасо, Нигерия, ЮАР, Уганда, Зимбабве) и Азия. Охотятся на пауков. В пустынях эмирата Дубая (Dubai Desert Conservation Reserve, ОАЭ) отмечены на цветках Heliotropium kotschyi (Boraginaceae) и Solanum nigrum.